# 蔚山現代モービスフィバス
蔚山現代モービスフィバス（ウルサン・ヒュンダイモービス・フィバス、朝: 울산 현대모비스 피버스、英: Ulsan Hyundai Mobis Phoebus）は、韓国・蔚山広域市に本拠地を置いているプロバスケットボールチームである。スポンサーは韓国内で最大の自動車部品メーカーの現代モービス。

## 沿革
実業団バスケットボールの時代、韓国のバスケットボール・フェスティバルの大会で幾度も優勝した名門の起亜自動車バスケットボール部を母体に、1997年、釜山広域市にて「釜山起亜エンタープライズ」として韓国プロバスケットボール加盟。初年度リーグ優勝を飾る。
2001年、KIAがプロ野球のヘテ・タイガースを買収するにつれ、野球とバスケットの二つのプロスポーツチームを運営するのは財政的に無理で広告効果もそれに比例しないという判断で、チームを現代モービスに譲渡。モービス側はチームの本拠地を本社の所在地である蔚山に移転しチーム名も「蔚山モービスオートモンス」となる。
2004-2005シーズンより現チーム名となる。「フィバス」はラテン語で太陽神「ポイボス」の意味。
2005-2006シーズンはレギュラーシーズン首位となり、チャンピオンシップ進出も、ソウル三星サンダースに韓国プロバスケ史上初の4連敗を喫した。
2006-2007シーズンは10シーズンぶりの優勝を果たした。bj-KBL チャンピオンシップゲームズでも優勝。
2009-2010シーズンは、3シーズンぶり3度目の優勝を達成。
2012-2013シーズンは、3シーズンぶり4度目の優勝。

## 主な歴代所属選手
- 許載（ホ・ジェ）
- 金裕宅（キム・ユテク）
- 姜東煕（カン・ドンヒ）
- ソン・ジェイク
- ケントレル・グランズベリー
- レオ・ライオンズ
- レイショーン・テリー
- アブドゥーラ・クウソー
- ショーン・ロング